# Solpugidae
Los solpúgidos o arañas camello (Solpugidae) son una familia de solífugos. El taxón fue descrito científicamente por primera vez 1815 por William Elford Leach, bajo el nombre de Solpugides.

## Géneros
Está compuesto por los siguientes géneros:
- Ferrandia Roewer, 1933
- Metasolpuga Roewer, 1934
- Oparba Roewer, 1934
- Oparbella Roewer, 1934
- Prosolpuga Roewer, 1934
- Solpuga Lichtenstein, 1796
- Solpugassa Roewer, 1933
- Solpugeira Roewer, 1933
- Solpugella Roewer, 1933
- Solpugema Roewer, 1933
- Solpugiba Roewer, 1934
- Solpugista Roewer, 1934
- Solpugisticella Turk, 1960
- Solpuguna Roewer, 1933
- Solpugyla Roewer, 1933
- Zeria Simon, 1879
- Zeriassa Pocock, 1895